# Lomographa pollentiaria
Lomographa pollentiaria là một loài bướm đêm trong họ Geometridae.